# Крапковице (железопътна гара)
Крапковице (на полски: Krapkowice) е закрита железопътна спирка в Крапковице, Южна Полша.
Разположена е на железопътна линия 306 (Гоголин – Прудник).